# Skakun fałdowany
Skakun fałdowany (Tetrix undulata) – gatunek owada prostoskrzydłego z rodziny skakunowatych.
Ubarwienie ma zmienne, zwykle żółto- lub szarobrązowe z ciemniejszym marmurkowaniem. Osiąga od 8 do 12 mm długości od czubka głowy do końca przedplecza. Środkowe człony czułków są trzykrotnie dłuższe niż szersze. Przedplecze cechuje łukowato wzniesiona listewka środkowa. Pokrywy są węższe niż środkowe uda. Skrzydła mają tylną, narożną krawędź pozbawioną wcięć. Tylna para odnóży ma smukłe, trzykrotnie dłuższe niż szersze uda.
Zasiedla śródleśne polany, łąki i suchsze torfowiska. Zimują larwy jak i owady dorosłe.
Występuje w większej części Europy, w tym w Polsce. Wyróżnia się 2 podgatunki:
- Tetrix undulata gavoyi Saulcy, 1901
- Tetrix undulata undulata (Sowerby, 1806)